# 李錦記

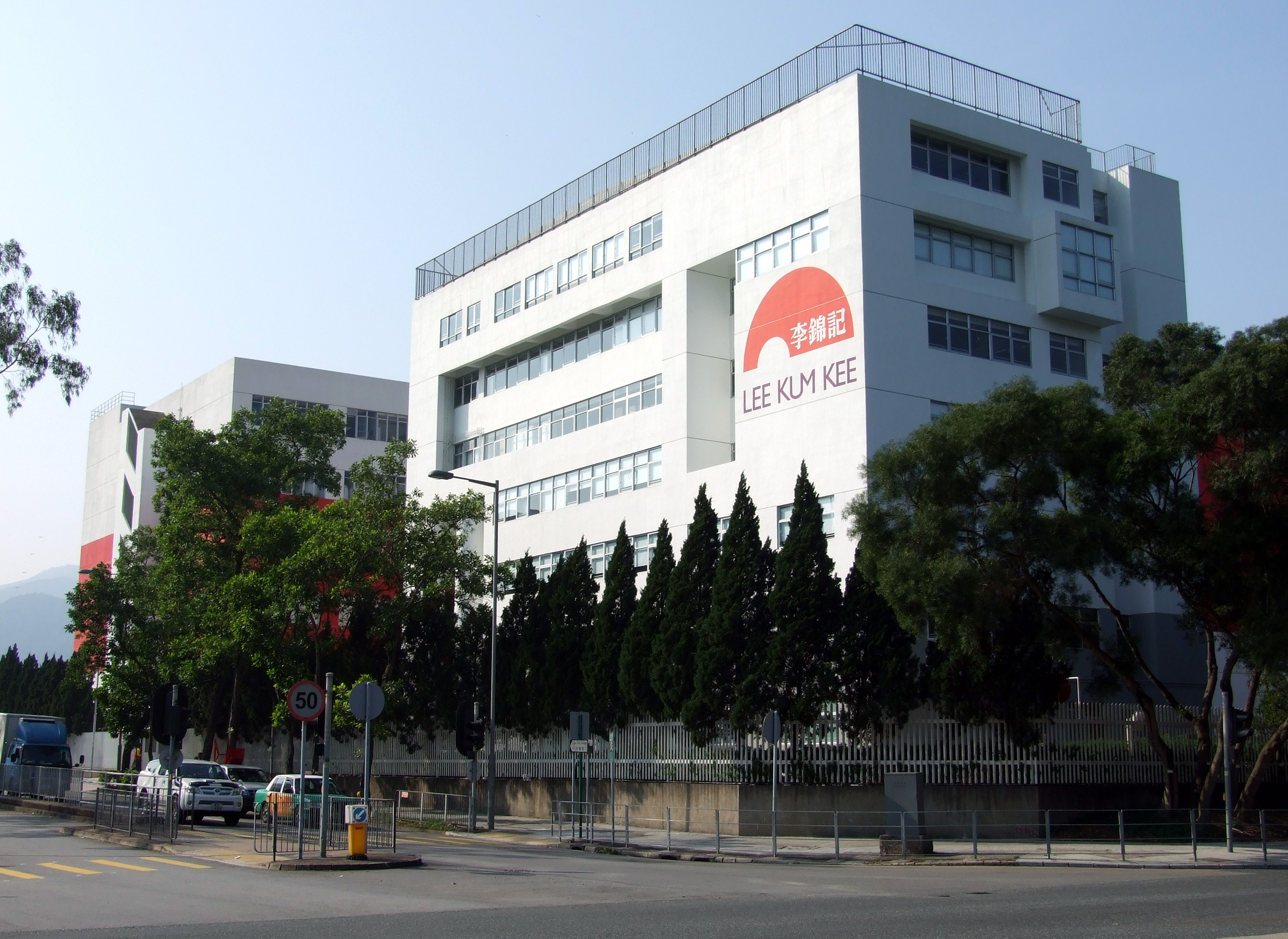
李錦記在香港大埔工業邨的廠房

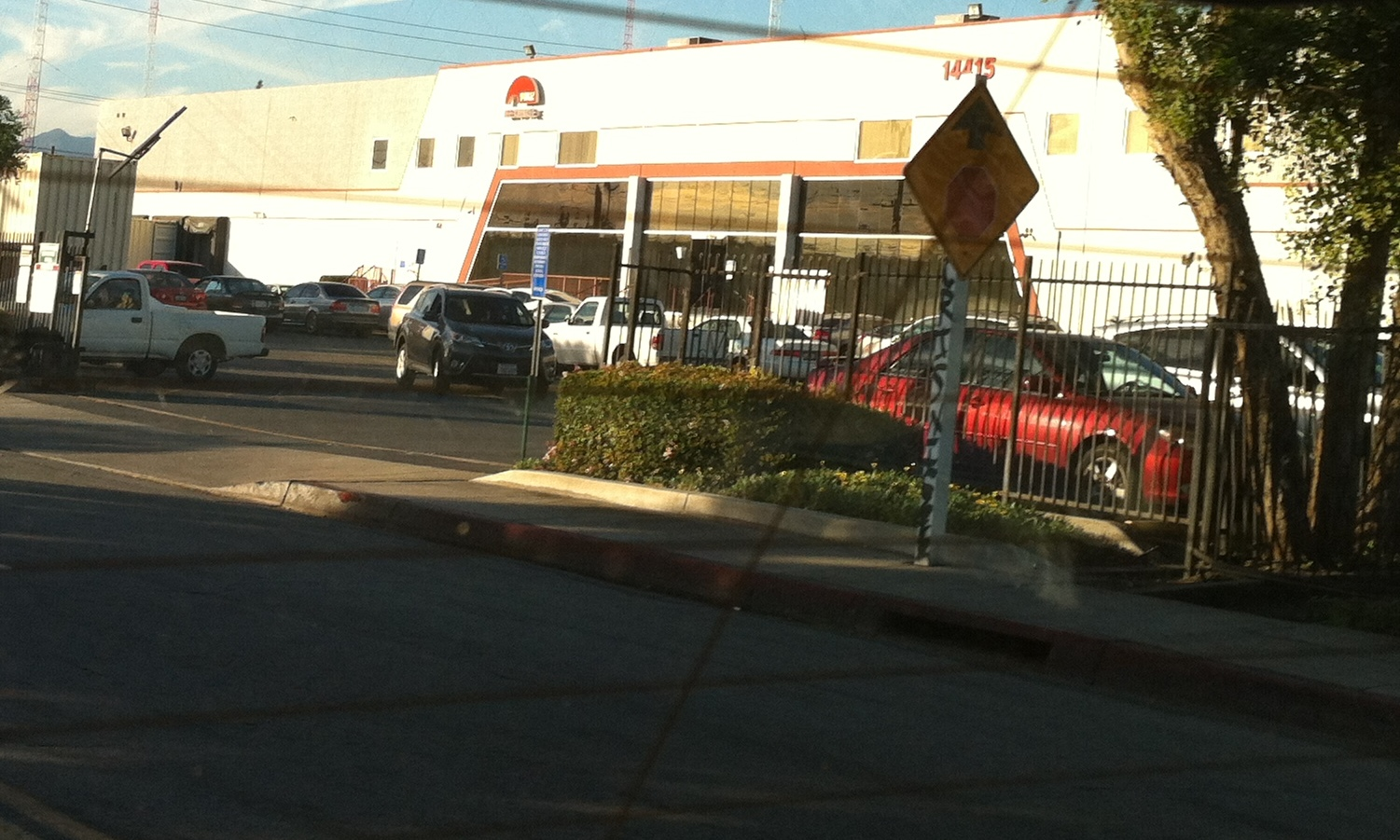
李錦記在美国加州工业市的廠房

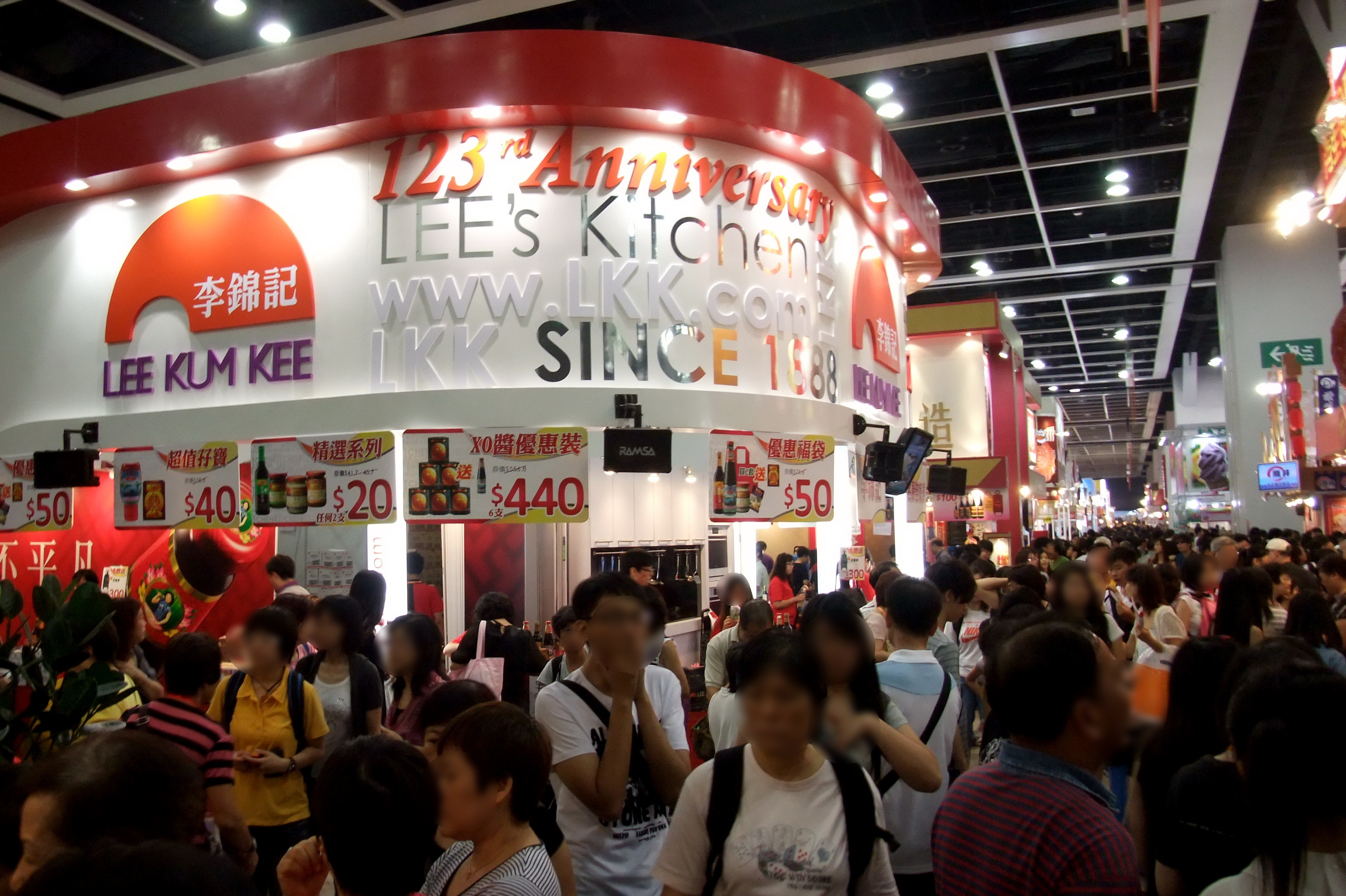
李錦記於第22屆香港美食博覽的展攤

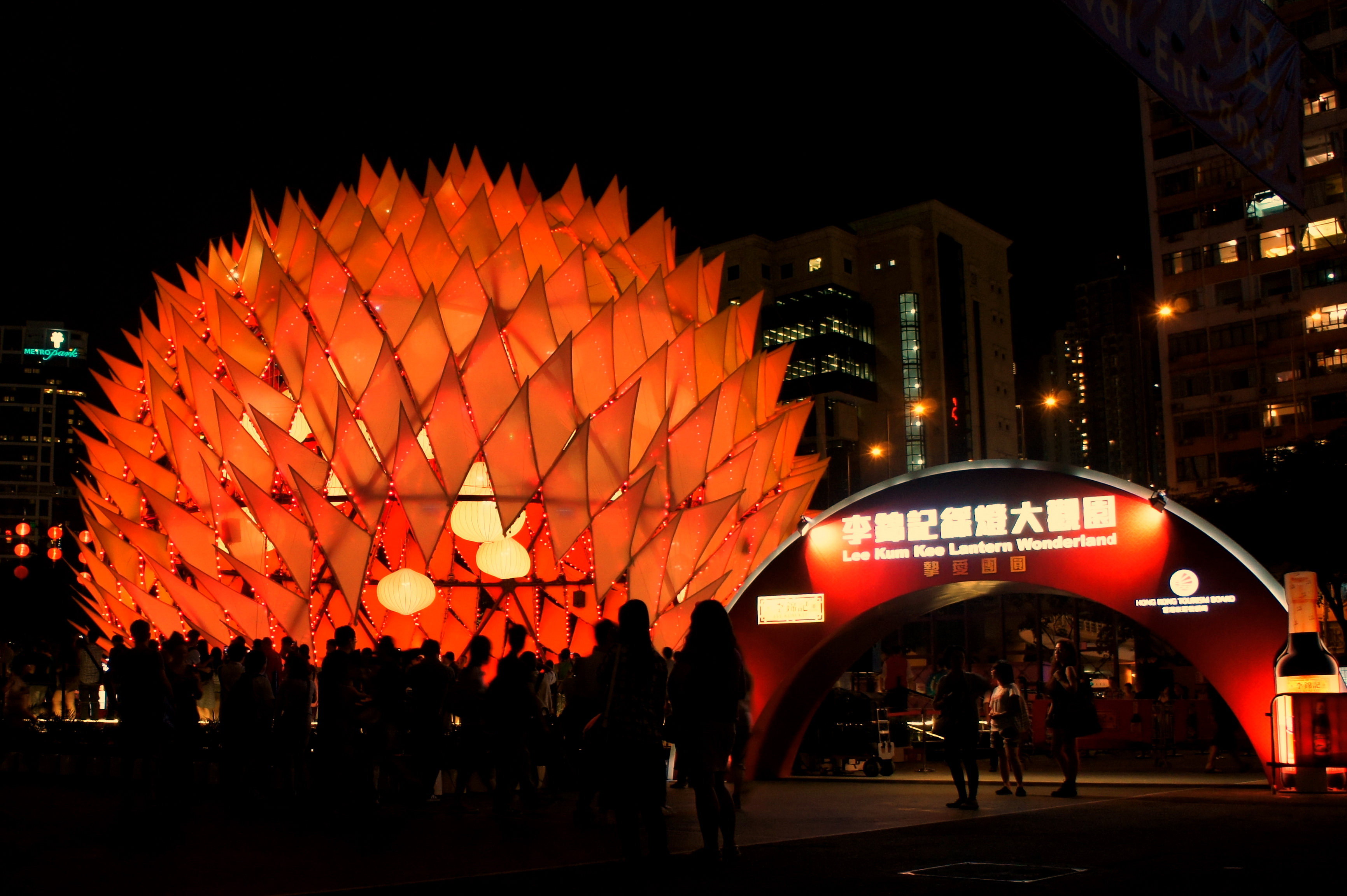
李錦記在2012年設於維多利亞公園的「李錦記綵燈大觀園」，左面是高18米的「萬燈喜月」巨型綵燈。

李錦記（英語：Lee Kum Kee）是香港一家以調味醬料生產為主業的集團公司，前身為1888年蠔油發明者李錦裳于廣東香山县南水鄉（今珠海南水鎮）創立的李錦記蠔油莊。李錦記在1970年代起建立起一个酱料王国，畅销产品达60余种，分销网络遍布世界五大洲100多个国家和地区。与同珍酱油、淘大和八珍并称香港四大酱园家族。

## 历史
創立人李錦裳在香山南水意外地發明了蠔油製法，因為他原本烹調蠔肉給餐廳客人，但忘記了關爐火，白色的蠔汁在鍋裡濃縮成咖啡色，可是品嚐以後，效果出奇地好，並於1888年創立李錦記蠔油莊，生產和銷售蠔油、蝦醬。1902年，一場大火把李錦記蠔油莊燒毀，為重建家業，李氏舉家遷往鄰近的澳門。1920年，李氏家族的第二代成員李兆南接手管理，致力改進生產及提高產品質素，將李錦記蠔油及虾酱銷往北美。1932年，李锦记第二代傳人李兆南於香港開設分公司，並將公司總部遷往香港，且迅速扩展业务。此外，李锦记在1960年代重新设计商标及标签，令李锦记的品牌形象更突出。

### 起步初期
在李锦记发展的起步期，香港的消费力还较低，对高价蠔油需求甚少，因此李锦记采取与众不同的市场发展策略：先以海外市场为起点，再致力拓展香港市场。这与当时“攘外必先安内”的企业理念大相径庭，正因这变通使李锦记有了良好的国际声誉。自1970年代以来，李锦记大力发展香港市场，起先是在皇后大道的一零售店以及几家杂货铺裡出售，后来得力于迅速发展的超市而广泛铺货、大量销售。1970年代以来，李锦记还只凭旧装特级蠔油和虾酱两种产品打天下。进入1970年代，随市场需求日益多样化，李锦记即转向市场导向的营销观念，实施现代营销管理，将原先的品质保证部门独立出来，专门成立了20多人的R&D部门，以加强产品研发的力度。为获得一个优秀的产品概念，研发人员常常要做大量工作，如作目标消费者调查、向烹饪专业人士以及零售商取经讨教等等。1972年，李锦记第三代傳人李文达出任董事会主席一职，制订了业务方针及拓展策略，使集团业务日益扩大。他接受醬油還是比蠔油受歡迎的事實，所以到日本學習釀造醬油的方法，然後一直舉辦試食會。同年，美國總統尼克遜訪華，中国共产党主席毛澤東送出兩頭「國寶」大熊貓作為國禮，第三代傳人李文達靈機一觸，推出價格便宜的熊貓牌蠔油，期望藉中美關係破冰，把李錦記蠔油打入美國市場。惟當時李文達家族成員幾乎一致反對此決定，但李文達堅持，結果新產品銷量相當好。
1980年代，李文达的五位子女相继学成回港加入公司﹐引入最新的管理文化和科学技术﹐加速李锦记的现代化发展步伐。1980年代後期，李錦記在香港開設食肆健一小廚，專門使用其醬料烹調食品，健一小廚最多曾有10多間分店，但最終都結束營業。1983年于美国加州洛杉矶设立办事处。1986年于纽约中国城设立办事处。1991年于洛杉矶工业市设立厂房。
为使老字号的产品不显陈旧，李锦记在1988年至1990年设计現時的品牌标识。不同于早期土气的外观造型，新包装采用国际流行的直线设计，更富現代感和美感，更易为消费者接受。

### 拓展業務

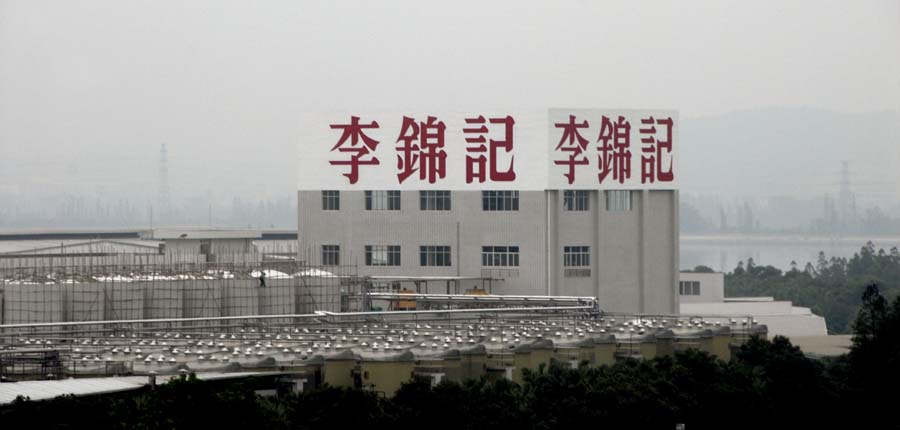
李锦记位于广东新会的工厂

1991至93年，由于不满足于调味品事业上的成功，李锦记利用品牌知名度展开品牌延伸，致力拓展地产、餐饮、健康食品和运输等业务，以增大其市场份額。 1992年，李錦記和第一軍醫大學（現時的南方醫科大學）合作，推出中草藥保健品，初時稱為「南方李錦記」，近來改稱為「無限極」。這門生意以直銷方式運作，現時無限極在中國有28間大型旗艦店，大約每個省份一間，面積由1萬至3萬平方呎不等。此外，其業務代表則自行開設了6000多間小型銷售店。同年公司还特意聘请专业设计顾问公司为李锦记重新设计一套包装标识系统，把招纸和标签统一，从而给消费者耳目一新的感觉，便於辨認。为增加卖点，招纸上除印有基本资料如成分及重量外，还提供了菜谱及使用方法。另外，公司也在招纸上印上外文以显示国际化利于外销。同年，成立子公司李锦记健康产品集团，经营中草药健康产品业务。1996年在广东省江門市新会市建成面积达一千多万平方呎（约211个美式足球场）的生产基地。2010年在加拿大设立办事处。
李錦記廠房現今位於香港新界大埔創新園，而位於西貢公路和黃竹坑工業區的廠房亦已在1996年起全面終止運作，而黃竹坑原址已改建成由中華巴士和太古地產合作發展的South Island Place。
時至今日，李錦記每年營業額合計已超過了100億元，產品已銷往全球80多個國家及地區。产品由原先的两种增至现时的200多种，包括蠔油、豉油、XO醬、方便醬料、辣椒醬、烹調用料及蘸料等。李锦记蠔油在美国已经占到了88%的市场份额，在日本的占有率排在第二位。在欧洲、东南亚，甚至在地图上都很难找到的一些岛国，都有李锦记的产品销售。

### 物業資產
2010年7月李錦記以43.475億元向麥格理購入維德廣場，並在2010年12月17日改名為無限極廣場
2015年12月10日，李錦記健康產品集團及萬科置業（香港）旗下各佔90%和10%的合營公司Bayline Global Limited以總代價57億元人民幣（約68.7億港元），向瑞安房地產收購上海「企業天地3號」，李錦記健康產品集團將委託萬科旗下公司V Capital負責該項目未來的整體資產管理。
2016年2月16日余錦基家族以15.8億港元，平均呎價35033元，創全港商廈次高紀錄。向李錦記出售中環德輔道中54至58號軟庫中心全幢，以及毗鄰的砵甸乍街四號全幢六層高舊樓
2016年12月17日，李錦記健康產品集團宣佈上海企業天地3號樓正式命名為無限極大廈，並舉行無限極大廈揭幕儀式。
2017年7月27日李錦記健康產品集團宣佈，透過全資附屬公司無限極物業投資（香港）有限公司，與Land Securities Group plc和Canary Wharf Group plc於7月26日達成買賣協議，以12.825億英鎊（約128億港元）購入倫敦芬喬奇街20號商廈的全部股權。是迄今英國最大的單一商業辦公樓物業交易。

## 產品認證
李錦記是全港首家榮獲香港品質保證局頒發「ISO 9002證書」的醬油製造商。2002年6月，「李錦記」獲得香港品質保證局頒發「ISO9001：2000證書」。此外，李錦記亦已獲得了「危害分析重要管制點」認證（Hazard Analysis and Critical Control Points, HACCP）。此外，李锦记这一商标在中国认定为中国驰名商标。

## 產品
- 蠔油
- 豉油
- 方便醬料/醬料包
- 烹調用料及蘸料 調味用料 調味用料
- 辣椒醬
- XO醬
- 粉類及其他非醬料類產品

## 資產
透過無限極物業投資（香港）有限公司持有物業總面積超過320萬平方英呎：
- 上環無限極廣場，2010年7月以43.475億港元購入
- 中環軟庫中心（改名為中環李錦記）和砵甸乍街四號，2016年7月以15.8億港元購入
- 淺水灣道九十九號
- 銅鑼灣啟超道6號地舖、6至8號1樓舖位
- 上海無限極大廈90%，2015年12月以68.7億港元購入
- 上海萬科徐匯中心李錦記大廈
- 廣州無限極中心，2009年以約3億元人民幣購入中心13至19層
- 廣州無限極廣場，2017年5月以20.1億人民幣購入白雲新城AB2910019地塊
- 倫敦3 Harbour Exchange，2016年12月以3.62億港元購入
- 倫敦芬喬奇街20號，2017年7月以128億港元購入

## 主要子公司

### 无限极
无限极公司是李锦记集团旗下的成员，该公司官方宣称在中国内地经营直销业务，但或陷入传销争议，被指“洗脑销售”。2019年该公司保健产品被指使中国大陆一名3岁女童心肝受损，无限极（中国）有限公司就此事致歉，并表示已向相关政府部门申请介入调查。

## 相關新聞
- 2008年11月25日（星島）星期二李錦記集團昨公布裁減三十名員工，涉及全公司每個部門，被裁員工會獲得法定工資賠償，及一筆額外恩恤金 （页面存档备份，存于）